# Visoka šola za umetnost
Leta 2016 se je Visoka šola za umetnost prestrukturirala v Akademijo umetnosti Univerze v Novi Gorici (kratica UNG AU). Njena predhodnica Visoka šola za umetnost (kratica VŠU) Univerze v Novi Gorici je bila ustanovljena leta 2009. Akademija deluje na področju umetnosti in razširjenem polju kreativno-umetniških praks. Programi akademije se izvajajo v dvojnem mestu Gorica/Nova Gorica, Italija/Slovenija.

## Zgodovina
Akademija Umetnosti nadaljuje delo Visoke šole za umetnost in nadaljuje z izvajanjem istih študijskih programov. Programi Visoke šole za umetnost UNG so temeljili na programu Šole uporabnih umetnosti Famul Stuart, ki je (kot neakreditirana šola) delovala od leta 1994 do leta 2012. Do oktobra 2012 je bila šola locirana v Ljubljani. S študijskim letom 2012/13 se je preselila v Palačo Alvarez v centru Gorice, od leta 2020 pa deluje v Rožni Dolini v Novi Gorici.

## Programi
Akademija umetnosti izvaja triletni visokošolski strokovni dodiplomski program Digitalne umetnosti in prakse z nosilnimi moduli animacija, fotografija, videofilm, novi mediji (začetek izvajanja 2009/2010) in dvoletni magistrski program Medijske umetnosti in prakse z nosilnimi moduli animacija, fotografija, videofilm, novi mediji, sodobne umetniške prakse, scenografski prostori, umetnost-znanost-tehnologija (začetek izvajavanja 2012/13). Oba programa sta prilagojena bolonjskemu procesu.

## Projekti
TV FREE EUROPE – en in pol miljona korakov preko meja
ADRIART - Advancing Digitally Renewed Interactions in Art Teaching

HiLoVv - Hidden Live(r)s of Venice on Video

IJEPEG-UMKI / ePlatforma — Interna in javna e-platforma ter e-gradiva za študijske programe na področju umetnosti in kreativnih industrij

PIDEM - Presečišča digitalnih medijev v javnem prostoru

VŠUM - sodelovanje s CUK Kino Šiška

Noč raziskovalcev 2011

Komiža New Media Port

## Predavatelji
Rajko Bizjak (do 2022)
Lavoslava Benčič

Metod Blejec

Neda R. Bric

Janez Burger

Nataša Burger
Valentin Casarsa

Miha Colner

Rastko Ćirić

Robert Černelč (do 2018)

Radovan Čok

Luka Dekleva

Jože Dolmark (do 2019)
Milanka Fabjančič

Rajko Grlić
Arne Hodalič
Jasna Hribernik 

Matjaž Jankovič

Timon Leder

Rado Likon

Anja Medved

Saša Nabergoj
Boštjan Perovšek

Borut Peterlin

Andrej Pezelj (do 2021)

Boštjan Potokar
Peter Povh
Arjan Pregl

Igor Prassel

Peter Purg
Mitja Reichenberg

Rene Rusjan

Jožko Rutar

Kolja Saksida

Jan Simončič

Ana Sluga

Tina Smrekar

Sarival Sosič
Robertina Šebjanič
Olga Toni
Martin Turk
Leon Vidmar
Valerie Wolf Gang

Boštjan Vrhovec (do 2023)

Jaka Železnikar
Tadej Žnidarčič

Simona Žvanut (2014-2017)